# Blink-182
Blink-182 (av bandet själva skrivet blink-182), är ett amerikanskt poppunk-band bildat 1992 av Mark Hoppus, Tom DeLonge och Scott Raynor i Poway, en förort till San Diego i Kalifornien. 2005 tog bandet en paus på obestämd tid efter att Tom DeLonge hade lämnat bandet. Den 8 februari 2009 meddelade bandet att de hade återförenats för ett nytt album och en ny världsturné till sommaren. 2015 lämnade Tom DeLonge bandet igen för att arbeta med andra projekt. Därefter ersattes han med Matt Skiba från Alkaline Trio som spelade i bandet ända till oktober 2022 då Tom DeLonge återanslöt sig till bandet.

## Historik

### De första åren (1992-1993)
Tom DeLonge blev relegerad från Poway High School när han var femton år efter att ha hittats drickande på en basketbollmatch. Han började på Rancho Bernando High School, där han blev vän med Anne Hoppus. Tom klagade ofta på att han inte var med i ett band, så i augusti 1992 presenterade Anne sin bror Mark Hoppus för Tom, som också ville vara med i ett band. De spelade i timmar i DeLonges garage och visade varann låtar som de hade gjort samt skrev nya låtar tillsammans. En av bandets mest kända låtar från den tiden blev "Carousel". Den natten kom de båda överens om att de skulle skapa ett band, därför bjöd DeLonge in Scott Raynor, som han träffat vid "Battle of the Bands" vilket var en tävling som hans skola hade arrangerat. Tillsammans började alla tre skriva låtar och kallade sig för Duck Tape innan DeLonge kom på namnet Blink.
Bandet tränade konstant, vilket irriterade Mark Hoppus flickvän. Hon sade att han måste välja mellan bandet och henne, så han lämnade bandet just när det hade kommit igång. Tom informerade sedan Mark att han fått låna en så kallad 4 track-låda från en vän vilken han och Raynor använde för att börja spela in en demokassett. Då Mark fick höra detta gjorde han slut med sin flickvän och gick tillbaka till Blink.
I maj 1993 spelade bandet in sin första demokassett Flyswatter i Raynors sovrum. En 4-track användes för att spela in materialet, vilket resulterade i dålig ljudkvalitet. Enligt Hoppus blev bara några få kassetter släppta, primärt till bandets vänner och familjer. Samma år spelade bandet in en annan demokassett, som inte hade något namn men blev känd som Demo 2. Den innehöll några ominspelade låtar från Flyswatter, och även några nya låtar, där några senare skulle komma att nyinspelas och återsläppas på bandets första "stora" demo Buddha, och även studioalbumen Cheshire Cat och Dude Ranch. Buddha släpptes på kassett 1993, med ungefär 1 000 exemplar, producerad av Filter Records, ett independentföretag som drevs av Hoppus chef. Albumet släpptes sedan igen 1998 med en annorlunda låtlista.

### Cheshire Cat(1994-1995)
1994 skrev bandet upp ett avtal med Cargo Music och spelade in sitt debutalbum Cheshire Cat på tre dagar. Albumet innehöll uppdaterade versioner av låtarna "Carousel", "Strings", "Sometimes" och "T.V" som fanns med på Buddha-demon samt några nya. "M+M's" och "Wasting Time" släpptes som singlar. Strax efter släppet av Cheshire Cat blev Tom, Mark och Scott hotade att bli stämda av ett irländskt pop-techno-band om de inte bytte namn. För att förhindra detta lade de till "182" på bandets namn. Tom DeLonge säger i det amerikanska tv-programmet "Born To Be..." att "182" kommer från filmen Scarface där Al Pacino säger "Fuck" 182 gånger i filmerna.
Nyligen avslöjades det dock att det är en fullständig slump att det blev 182 och att myten späddes på av just Al Pacino själv. Andra myter var Toms idealvikt, fartygsnamnet Toms farfar var kapten på under andra världskriget.
Efter släppet av Cheshire Cat, gav Blink-182 ut "Buddha Promo", en promotionskassett med avsikten att öka försäljningen av Buddha vilken gavs ut på CD och kassett. 1994 släppte bandet en EP med Iconoclasts Short Bus. Den 3 track-EP They Came to Conquer... Uranus släpptes året därpå.

### Dude Ranch och medlemsförändring (1996-1998)
Efter att ha flyttat till Kalifornien spelade bandet in albumet Dude Ranch 1996 med producenten Mark Trombino. Man spelade in albumet för Cargo Records men skrev kontrakt med MCA 1998 för att kunna förbättra distributionen. Albumet släpptes 1997 och blev en succé som sålde 1,5 miljoner exemplar världen över. Singeln "Dammit" gjorde bra ifrån sig på USA modern rock-listan. 
Efter att albumet släppts, mitt under en USA-turné 1998, lämnade trummisen Scott Raynor bandet. Det finns två vanliga förklaringar på varför han försvann, den ena är att Raynor hade alkoholproblem och blev ombedd att ta itu med dem - eller bli sparkad. Den andra är att han lämnade för att börja på college. Scott säger att han skulle söka hjälp för sitt missbruk, men att Tom och Mark var väldigt tveksamma över hans val och sparkade honom.[källa behövs] Tom och Mark frågade Travis Barker från Blink-182:s supportband The Aquabats om att hoppa in för Scott för resten av turnén. Han blev tvungen att lära sig alla Blinks låtar på 12 timmar. Efter spelningen frågade Tom och Mark om Travis ville gå med i Blink-182. Nästa dag blev han erbjuden platsen och Travis lämnade därefter The Aquabats.

### Enema of the State och Mark, Tom och Travis Show (1999-2000)
För albumet som släpptes 1999 Enema of the State, hyrde bandet in Jerry Finn som producent. Albumet skickade bandet till succé med flera olika hit singlar "Whats My Age Again?", "All the Small Things och "Adam's Song" och otroligt mycket spelning på radio och MTV. Enema of the State sålde 15 miljoner exemplar världen runt vilket blev bandets mest sålda album. "Adam's Song" väckte mycket uppmärksamhet 2000 då en 17 år gammal pojke som hette Greg Barnes tog livet av sig själv, spelade låten i sitt garage där han hängde sig. Demot läckte med åtta demos vilket var albumlåtar, plus en instrumental låt "Life's So Boring" som inte nådde albumet. 1999 var bandet med i filmen American Pie där Travis förväxlades med Scott i eftertexten.
År 2000 släppte bandet The Urethra Chronicles, en dvd som innehåller behind the scenes-information och The Mark, Tom, And Travis Show: The Enema Strikes Back. Blinks-182:s livealbum innehåller sånger från deras tre album, även bandets Greatest hits med annat osläppt material. Albumet innehöll också en ny studiolåt "Man Overboard". En demo av den här låten fanns sedan tidigare på Enema of the State Demo-kassetten.

### Take Off Your Pants and Jacket och Blink-182 (2001-2004)
Bandet fortsatte sin succé med Take Off Your Pants and Jacket 2001, vilket var en liten ändring från Enema of the State. Albumet sålde mer än 350.000 exemplar första veckan. Albumet släpptes i tre olika skivor, gul, röd och grön version, varje med två olika unika låtar. En Europaturné vintern 2001 blev fördröjd på grund av 11 september-attackerna. Nya datum tidigt 2002 blev också inställda på grund av Toms ryggproblem. 
Blink-182 spelade vid Pop Disaster Tour med Green Day 2002. Turnén blev dokumenterad på DVD Riding in the Vans with Boys. Efter att tagit en paus släppte Tom och Travis ut ett nytt album med deras tillfälliga projekt Box Car Racer  Blink-182 var med i avsnitt 300 av The Simpsons, där de spelade  All The Small Things vid ett party på Tony Hawks vind.
Inspelning av bandets nästa album började tidigt 2003. 

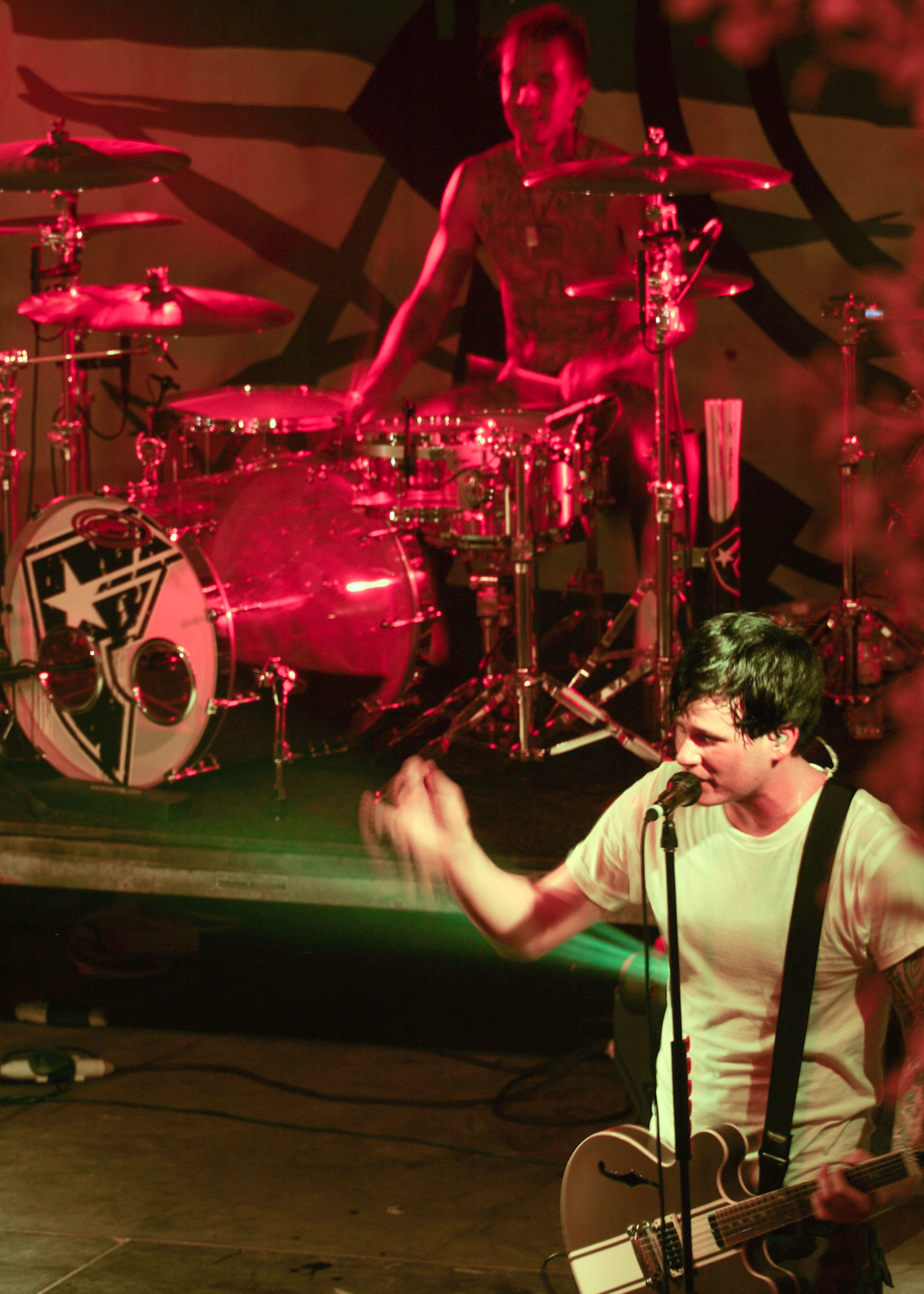
Blink-182 live 2003

Den 18 november 2003 släppte de sitt femte studioalbum, vilket skapade hitsinglarna "Feeling This", "I Miss You", "Down " och "Always". Enligt Travis skulle det här representera ett nytt Blink-182. Robert Smith, vars band The Cure ofta nämns som en stor inspiration, visade sig på "All of This".
Från sena 2003 till 2004 kom bandet med på "DollaBill"-turnén, som fått sitt namn av biljetterna bara kostar 1$ styck. Blink-182 turnerade med No Doubt sommaren 2004 vilket blev en succé 

### Uppehåll och nya band (2005-2009)
Spänningar skapades mellan Mark, Tom och Travis då Toms lust att ta ett halvårs paus från turnerandet för att åka hem och vara tillsammans med sin familj, trots att en vårturné var inplanerad i USA, i kombination med Marks känslor av att ha blivit förrådd efter skapandet av Box Car Racer. Fler problem tillkom när bandet började diskutera framtida planer för inspelningar och turnéer. I mitten av februari 2005 ställde bandet in en spelning vid Music for Reliefs konsert för Sydasien (en show skapad av Linkin Park för att hjälpa offren för jordbävningen i Indiska oceanen 2004. Detta innebar att bandets förra spelning 16 december 2004 vid Point Depot i Dublin, Irland blev bandets sista livekonsert. Den planerade turnén ställdes in och den 22 februari 2005, efter mycket spänningar och känslor mellan bandmedlemmarna bad Tom bandets manager att ringa Mark och Travis för att meddela att han avslutat Blink-182  Uppehållet varade i nästan fyra år.
Geffen Records släppte Greatest Hits 1 november 2005. Det är en skiva med alla Blinks-182 singlar. Efter många kritiska och besvikna fans blev låten "Carousel" tillagd. En annan osläppt låt, "Another Girl, Another Planet" kom också med på skivan (en cover från The Only Ones). Sången blev också använd som en temalåt för Barkers nya realist TV-serie, Meet the Barkers. Även låten "I Miss You" B-side och Blink-182 UK bonus track "Not Now". Albumet nådde nr. 6 av 200 på Billboard 200 vid USA
DeLonges nya band, Angels & Airwaves släppte sitt debutalbum We Don't Need to Whisper 23 maj 2006 där den nådde 4 av 200 på Billboard 200. Bandet släppte ut sitt andra album I-Empire 6 november 2007. Bandet släppte även ut en DVD, Start the Machine, vilket handlade om Blink-182s sista dagar och det nya bandet Angels & Airwaves.
Hoppus och Barkers nya projekt +44 släppte sitt första album When Your Heart Stops Beating 16 november 2006 där det nådde 10:e plats på Billboard 200. 25 maj 2008 konstaterade Hoppus att det nya +44-albumet fortfarande var i produktion.
Blink-182 är ett av de band som medverkar i en dokumentär om modern punkmusik. Filmen heter One Nine Nine Four som kom tidigt 2009. Tony Hawk är berättaren i filmen vilket också handlar om andra liknande punkband som Rancid, Green Day, NOFX, och The Offspring 

### Blink 182:s återförening och upplösning (2009-2015)
Den 8 februari 2009 på 51st Annual Grammy Awards visade sig de tre medlemmarna av bandet för första gången på scen sen de splittrades. 

Barker meddelade att bandet var tillbaka med frasen "vi spelade musik tillsammans innan, och vi bestämde oss för att spela musik tillsammans igen" och Hoppus lade till "Blink-182 är tillbaka!". Ett meddelande på bandets hemsida visade i samma stund att de var tillbaka och att de befann sig i studion, skrivandes och spelade in ett nytt album och förberedde för att turnera världen igen. De började turnera sommaren 2009. Bandet uppdaterade också sin "smiley face" som fick sex pilar istället för den förra som hade fem. Detta för att representera att deras nästa album kommer att vara det sjätte. 

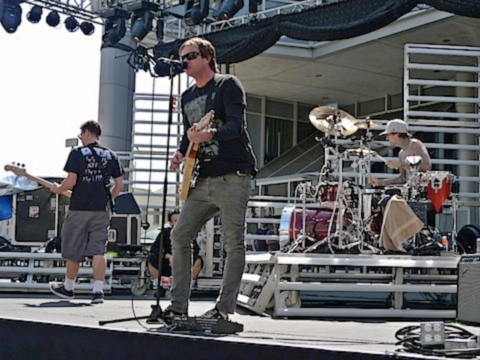
Blink-182 vid en förspelning 14 maj 2009

Efter att bandet visade sig på scen för första gången började många fans att undra om Travis Barkers stödskydd. En MTV-artikel publicerad den 10 februari berättade att Barker nyligen hade genomgått en operation för att "laga" en nervskada vilket kan ta upp till tio veckor att läka. Den skulle inte påverka bandets inspelningsschema eller turné till sommaren.
Tom Delonge angav till "Extra" att "När man är med i en grupp har man ett osagt band till varandra. Man är som en familj med sina grabbar. Vi tog paus för ett tag. Jag tror när Travis var med om den händelsen han gick igenom var det något som drog oss samman... Vi visste alltid att det var ofrånkomligt".
Den 16 februari bekräftade DeLonge att Blink-182 skulle turnera till sommaren och att det skulle bli en stor turné. DeLonge sade också att hans arbete med Angels & Airwaves skulle bli fördröjt och att de skulle släppa ett nytt album tillsammans med en film 2010. DeLonge angav att nya Blink-182 albumet ska vara en blandning med alla hans gamla verk inkluderat Box Car Racer och Angels & Airwaves.
Den 19 februari blev Mark Hoppus intervjuad av AltPress.com om Blink-182:s återförening och planer för nästa album. Hoppus angav att de var klara med sex låtar och att de hoppades att kunna släppa albumet till 2009.
Enligt Hoppus har bandet lagt inspelningen åt sidan för tillfället då de fokuserar på att repetera inför turnén. "För några månader sedan började vi att skriva låtar och började bra, men nu har vi lagt inspelningen för det nya albumet åt sidan tillfälligt och håller nu på att träna inför den kommande turnén i sommar" sade Hoppus till Billboard.com.
Under en intervju efter att de annonserat att de skulle göra come back sade Travis att de har varit i studion sedan december 2008, där de skrivit och spelat in nya låtar. Varje medlem i bandet har lämnat in sina egna musikidéer, samtidigt som de skrivit tillsammans. Blink 182 har även gått igenom äldre demon de skrivit år 2004, innan de splittrades. Blink 182 har även sagt att de har tränat tillsammans, och låten "Always" blev den första de spelade under deras första hörövning på fyra år.
Den 14 maj 2009 uppträdde bandet för första gången sen 2004 på The Verizon Wireless new sidekick launch, vid Paramount Pictures i Hollywood, Kalifornien. Bandet spelade tre låtar, The Rock Show, Feeling This, och Dammit 
Bandet uppträdde även den 18 och 19 maj på The Tonight Show med Jay Leno, vilket blev deras första livespelning på tv sedan 2005 års uppehåll där de framförde låtarna The Rock Show samt All the Small Things.
Billboard.com annonserade Blink-182:s datum för deras sommarturné. Turnén startade den 23 juli i Las Vegas, Nevada, och tog sitt slut den 3 oktober i Atlantic City, New Jersey. Det blev ändringar och sista föreställningen blev den 4 oktober på Madison Square Garden, New York. 
Blink-182:s manager Rick Devoe har sagt att bandet hade fått erbjudanden om att spela vid festivalen Australia's Big Day Out sommaren 2010, samt att de hade erbjudanden om att spela vid olika festivaler runt om i Europa 2010.
Den 9 juni fortsatte bandet med sin kampanj för sin sommarturné genom att spela "What's My Age Again?" och "Dammit" på Jimmy Kimmel Live!. De spelade även fler låtar som inte filmades under tv-sändningen.
Bandet gjorde sin första turnéspelning i Nevada, Las Vegas den 23 juli 2009. och Mark Hoppus sade i en intervju med MTV att bandet planerade att göra en turné i Europa 2010.
Under september 2011 släpptes deras sjätte studioalbum, Neighborhoods. På grund av att albumet blivit försenat många gånger var de tvungna att ställa in sin Europaturné som var planerad sommaren 2011 eftersom bandet hade sagt att de inte ville turnera innan skivan var klar. Tom DeLonge och Mark Hoppus hade den 14 juni en radiointervju med Palm Beach Florida radiostation. DeLounge sade att de släppte skivan mitt i Honda Civic Tour-turnén med My Chemical Romance. Samtidigt kom en dokumentär om Blink-182 som kallades "The Blinkumentary". Dokumentären innehöll dokumenterade klipp från deras turné de hade 2009 och när de spelade in sitt nya album.
I intervjun frågades Tom DeLonge om de hade ett namn på albumet. DeLonge sade att de inte hade något officiellt namn hittills, men att han såg ett namn på en porrfilm på ett hotell som han ville använda. "The name I want really bad I saw on a adult film list at a hotel. Not that I watch them, or have the audacity to read the titles. But I did.", sade Tom i intervjun. Mark Hoppus sade att det lär vara 16 låtar på albumet.
Den 15 juli 2011 spelades deras första singel från albumet "Up All Night" på radiostationen KROQ och deras album fick nu ett officiellt namn. I en intervju sade Mark Hoppus att albumet hette "Neighborhoods" och att albumet skulle säppas den 27 september. 
Under blink 182 första Honda-Civic-tour-spelningar har utöver "Up All Night" även tre andra nya låtar blivit framförda, "Heart's All Gone", "After Midnight" och "Ghosts on The Dancefloor". Dessa återfinns på "Neigborhoods".
Detta album har dessutom en svensk punk grupp gjort ett coveralbum på. Future idiots gjorde cover på hela albumet med tanken att det skulle låta som blink 182 gjorde förr. Albumet fick då namnet "Neighborhoods and Morningwoods" och detta fick uppmärksamhet bland blink 182s fans som blev arga på Future Idiots medan Blink 182 själva tyckte bara att det var coolt.
Den 27 januari 2015 meddelade bandet att de hade splittrats igen efter ett stort gräl med varandra. Det började dagen innan, 26 januari, då Mark Hoppus och Travis Barker gick ut med ett pressmeddelande om att Tom DeLonge valt att lämna bandet igen, men det dröjde inte länge förrän Tom postade ett inlägg på Instagram där han sade att han inte alls hade slutat och att han satt i ett telefonsamtal om bandets event när det konstiga pressmeddelandet dök upp.
Den 11 oktober 2022 tillkännagavs att DeLonge officiellt hade anslutit sig till bandet igen.

## Medlemmarna

### Mark Hoppus
Mark föddes den 15 mars 1972 i Ridgecrest, Kalifornien. Hans föräldrar skilde sig när han var 14 år och han fick bo hos sin pappa. Mark fick sin första bas och förstärkare av sin pappa när han hade hjälpt honom att måla garaget. Mark tog aldrig några lektioner, utan lärde sig själv spela. Han träffade Tom när han var 18 år genom sin syster. De började redan samma kväll som de träffades att skriva låtar. Från början ville han bli engelsklärare, men han valde musiken istället. Tillsammans med Tom skrev han alla Blinks låtar. Han var också med och skapade Atticus och Loserkids. Han är numera delägare i Famous Stars and Straps, som bandmedlemmen Travis Barker skapade. Efter att Tom lämnat bandet år 2005 startade han och Travis tillsammans med Craig Fairbaugh & Shane Gallagher plus 44. Craig från Mercy killers och som tidigare spelade gitarr i The Transplants live och Shane från the nervous return och senaste medlemmen i craigs band the mercy killers- Ett framgångsrikt band som släppte sitt första album "When your heart stops beating" år 2006.

### Tom DeLonge
Tom (Thomas Matthew) föddes den 13 december 1975 i Poway, Kalifornien.
| ”             | We just write down a bunch of words, and pray to god they make sense. And if we don't, it doesn't matter, we're artists. | „ |
| – Tom DeLonge | |   |

### Travis Barker
Travis föddes den 14 november 1975. Han hade spelat i många olika band innan han kom till blink-182. Travis äger ett eget klädmärke, Famous Stars And Straps och ett skivbolag, LaSalle Records. Under 2002 när blink-182 hade uppehåll, var Travis med i Toms sidoprojekt Boxcar Racer, men 2003 beslutade Travis och Tom att lägga ner Boxcar Racer och koncentrera sig på blink-182.  När Tom lämnade blink-182 startade Travis tillsammans med Mark bandet +44. Travis var gift med Shanna Moakler.
Travis är också trummis i The Transplants och The Aquabats.

### Scott Raynor
Scott föddes i maj 1979 i San Diego, och var bandets ursprungliga trummis. Han ersattes 1998 av Travis Barker.

## Diskografi
Album
- Flyswatter (Demo) (1992)
- Buddha (Demo) (1993)
- Cheshire Cat (1994)
- Dude Ranch (1997)
- Enema of the State (1999)
- The Mark, Tom, And Travis Show (Livealbum) (2000)
- Take Off Your Pants and Jacket (2001)
- Blink 182 (2003)
- Greatest Hits (2005)
- Neighborhoods (2011)
- Dogs Eating Dogs (EP) (2012)
- California (2016)
- Nine (2019)

Om du lyssnar på Spotify, så kanske du har hört albumet Blink 182 (Sound and Vision Q4 2007). Detta är albumen Greatest Hits och The Mark, Tom, And Travis Show: The Enema Strikes Back hopslagna.

### Singlar
- "M+M'S" (1995)
- "Wasting Time" (1996)
- "Lemmings" (1996)
- "Dammit" (1997)
- "Apple Shampoo" (1997)
- "Josie" (1998)
- "Dick Lips" (1998)
- "What's My Age Again?" (1999)
- "All the Small Things" (1999)
- "Adam's Song" (2000)
- "Man Overboard" (2000)
- "The Rock Show" (2001)
- "First Date" (2001)
- "Stay Together For The Kids" (2002)
- "Feeling This" (2003)
- "I Miss You" (2004)
- "Down" (2004)
- "Not Now" (2005)
- "Up all night" (2011)
- "After Midnight" (2011)